# Jochköpfl
Le Jochköpfl est une montagne qui s’élève à 3 143 m d’altitude dans les Alpes de Stubai en Autriche, à environ 150 m de la frontière italienne.